# Harry Sunderland
Harry Sunderland, né le 23 novembre 1889 à Gympie (Australie) et mort le 15 janvier 1964 à Chorlton-on-Medlock (Angleterre), est un journaliste et dirigeant sportif australien. 

## Biographie
Sunderland naît à Gympie en Australie dans l'état du Queensland en 1889. De 1913 à 1922, il est le secrétaire de la Queensland Rugby League, instance qui gère le rugby à XIII dans le Queensland. Malgré la Première Guerre mondiale, son rôle au sein de cette instance permet la croissance de ce sport dans cet état. Toutefois, de nombreux joueurs expriment leurs mécontentement à son égard et créé une instance dissidente nommée « Brisbane Rugby League ».
En 1929, il est nommé manager de la tournée de l'équipe d'Australie de 1929-19830 en Grande-Bretagne. Il s'allie au développement du rugby à XIII aussi bien en Angleterre via la Rugby Football League et en Australie via l'Australian Rugby League, avec pour point d'orgue la tenue d'une rencontre entre les deux sélections en France en décembre 1933 au stade Pershing. Cette rencontre est la première rencontre de rugby à XIII sur le sol français et est le point de départ des débuts du rugby à XIII en France, qui l'année suivante en 1934 amène la création de la fédération française de rugby à XIII et des compétitions que sont le Championnat de France de rugby à XIII et la Coupe de France de rugby à XIII.
Il devient par la suite en octobre 1938 le directeur du stade de Wigan le Central Park avant d'y être démis l'année suivante. Au début des années 1950, il prône le développement du rugby à XIII aux États-Unis mais ne rencontre par le même succès qu'en France. Il revient alors en Australie et désire implanter le rugby à XIII dans l'état de Victoria sans plus de succès, cet état étant acquis au football australien. Il réintègre ensuite un rôle d'administrateur de l'équipe d'Australie et repart en Angleterre pour devenir le manager du club de Wigan.
Il meurt le 23 novembre 188 à Chorlton-on-Medlock en Angleterre. La fédération anglaise décide alors de créer une récompense à son nom « The Harry Sunderland Trophy » remis au meilleur joueur de la finale du Championnat d'Angleterre, devenu la Super League depuis.
Son fils, Sydney Sunderland (1910-1993), est devenu un éminent scientifique australien dans le domaine de la médecine et membre de l'Académie des Sciences d'Australie.

## Référence
1. ↑  Biographie de Sydney Sunderland 1910-1993, asap.unimelb.edu.au, consulté le 25 octobre 2022.